# Alejo Carpentier
Pour les articles homonymes, voir Carpentier.
Alejo Carpentier y Valmont, né le 26 décembre 1904 à Lausanne et mort le 24 avril 1980 dans le 7e arrondissement de Paris, est un écrivain cubain et français, romancier, essayiste, musicologue, qui a profondément influencé la littérature latino-américaine durant son essor.

## Biographie
Alejo Carpentier est le fils de Georges Julien Álvarez Carpentier, architecte français et de « Lina » Catherine Valmont Blagoobrasoff, professeur de langues russe. Il naît à Lausanne , bien qu'il prétende être né à La Havane, puis passe l'essentiel de son enfance à Cuba. Il a 12 ans quand sa famille s'installe à Paris. C'est là qu'il commence à étudier la musicologie. Quand il retourne à Cuba, le jeune homme commence des études d'architecture, qu'il ne terminera pas. Il se consacre au journalisme, mais son engagement à gauche lui vaut un séjour en prison (1928), sous la présidence de Gerardo Machado, avant de l'obliger à s'exiler en France. Il y rencontre les surréalistes, dont André Breton, Paul Éluard, Louis Aragon, Jacques Prévert, Robert Desnos et Antonin Artaud. Durant ce séjour, il fait plusieurs voyages en Espagne où il développe une fascination pour le baroque.
De retour à Cuba en 1939, il poursuit une carrière de journaliste et de chroniqueur de radio. Il assiste à une cérémonie de santería et s'intéresse à la culture afro-cubaine. En 1943, il est marqué par un séjour à Haïti, durant lequel il visite la forteresse de la citadelle La Ferriere et le palais Sans Souci de Henri Christophe. En 1945 il s'installe à Caracas (Venezuela) où il vivra jusqu'en 1959. Après le triomphe de la révolution cubaine, il revient à La Havane. En 1966 il devient conseiller à l'ambassade de Cuba en France où il résidera jusqu'à sa mort. Il compose plusieurs musiques de films pour la Cuba Sono Film, compagnie liée au Parti communiste de Cuba.
Alejo Carpentier est célèbre pour son style baroque et sa théorie du real maravilloso. Ses œuvres les plus connues en France comprennent Le Siècle des Lumières (1962), La Guerre du Temps (1967), Concert baroque (1974). Son premier roman, Ékoué-Yamba-Ó (Ecue-yamba-o!, 1933), est d'inspiration afro-cubaine. Dans Le Royaume de ce monde (El reino de este mundo, 1949), son premier grand roman, il évoque le mouvement révolutionnaire haïtien. C'est aussi dans le prologue de ce roman qu'il décrit sa vision du real maravilloso ou « réel merveilleux », que les critiques identifieront au réalisme magique.
Son séjour au Venezuela de 1945 à 1959 lui inspire manifestement la description du pays sud-américain sans nom où se déroule l'essentiel de son roman Le Partage des eaux (Los pasos perdidos, 1953).
Son roman Le Recours de la méthode (El recurso del método), publié en 1974, est l'un des grands romans de la littérature latino-américaine à tracer le portrait-type du dictateur (en prenant ici pour modèle la figure de Machado) — en 1978, Miguel Littín l’adapte au cinéma sous le même titre, El recurso del método. Carpentier est précédé en cela par Miguel Ángel Asturias avec Monsieur le Président (El Señor Presidente, 1946) et Augusto Roa Bastos avec Moi, le Suprême (Yo el Supremo, 1974), puis suivi par Gabriel García Márquez avec L'Automne du patriarche (El Otoño del Patriarca, 1975) et Mario Vargas Llosa avec La Fête au Bouc (La Fiesta del chivo, 2000).
La fin de sa vie est marquée par une lutte contre le cancer, tandis qu'il termine son dernier roman.
Il meurt à Paris le 24 avril 1980 à l'âge de 75 ans,. Son corps est transféré à Cuba, où il est enterré dans le cimetière Colón de La Havane. Ses funérailles sont célébrées le 28 avril, en présence du président Fidel Castro.

## Œuvres

### Romans
- ¡Écue-Yamba-O! (1933) Publié en français sous le titre Ékoué-Yamba-Ó, traduit par René-L.-F. Durand, Paris, Gallimard, coll. « Du monde entier », 1988 ; réédition du roman suivi de Lettres des Antilles, Paris, Ypsilon éditeur, 2017
- El reino de este mundo (1949) Publié en français sous le titre Le Royaume de ce monde, traduit par René-L.-F. Durand, Paris, Gallimard, coll. « Du monde entier », 1954 ; réédition, Paris, Gallimard, coll. « Folio » no 1248, 1980
- Los pasos perdidos (1953) Publié en français sous le titre Le Partage des eaux, traduit par René-L.-F. Durand, Paris, Gallimard, coll. « Du monde entier », 1955 ; réédition, Paris, Gallimard, coll. « Folio » no 795, 1976
- El acoso (1956) Publié en français sous le titre Chasse à l'homme, traduit par René-L.-F. Durand, Paris, Gallimard, coll. « La Croix du Sud », 1958 ; réédition, Paris, Gallimard, coll. « L'Étrangère », 1993 ; réédition, Paris, Gallimard, coll. « L'Imaginaire » no 676, 2015
- El siglo de las luces (1962) Publié en français sous le titre Le Siècle des Lumières, traduit par René-L.-F. Durand, Paris, Gallimard, coll. « La Croix du Sud », 1962 ; réédition, Paris, Gallimard, coll. « Folio » no 981, 1977
- Concierto barroco (1974) Publié en français sous le titre Concert baroque, traduit par René-L.-F. Durand, Paris, Gallimard, coll. « Du monde entier », 1976 ; réédition, Paris, Gallimard, coll. « Folio » no 1020, 1978
- El recurso del método (1974) Publié en français sous le titre Le Recours de la méthode, traduit par René-L.-F. Durand, Paris, Gallimard, coll. « Du monde entier », 1975 ; réédition, Paris, Gallimard, coll. « L'Imaginaire » no 567, 2008
- La consagración de la primavera (1978) Publié en français sous le titre La Danse sacrale[7], traduit par René-L.-F. Durand, Paris, Gallimard, coll. « Du monde entier », 1980 ; réédition, Paris, Gallimard, coll. « Folio » no 3986, 2004 ; réédition, Paris, Gallimard, coll. « L'Imaginaire » no 702, 2018
- El arpa y la sombra (1979) Publié en français sous le titre La Harpe et l'Ombre, traduit par René-L.-F. Durand, Paris, Gallimard, coll. « Du monde entier », 1979 ; réédition, Paris, Gallimard, coll. « Folio » no 1742, 1986

### Recueils de nouvelles ou contes
- Guerra del tiempo (1958) Publié en français sous le titre Guerre du temps, traduit par René-L.-F. Durand, Paris, Gallimard, coll. « La Croix du Sud », 1967 ; réédition, Paris, Gallimard, coll. « Folio » no 2032, 1989
- Cuentos (1976)

### Essais
- La música en Cuba (1946) Publié en français sous le titre La Musique à Cuba, Paris, Gallimard, Hors-série Connaissances, 1985
- Tristán e Isolda en tierra firme (1949)
- Tientos y diferencias (1964)
- Literatura y conciencia en América Latina (1969)
- La ciudad de las columnas (1970)
- América Latina en su música (1975)
- Letra y solfa (1975)
- Razón de ser (1976)
- Afirmación literaria americanista (1979)
- Bajo el signo de Cibeles. Crónicas sobre España y los españoles (1979)
- El adjetivo y sus arrugas (1980)
- El músico que llevo dentro (1980)
- La novela latinoamericana en vísperas de un nuevo siglo y otros ensayos (1981)
- Conferencias (1987)

### Anthologies publiées directement en français
- Chroniques, anthologie d'articles, Paris, Gallimard, coll. « Idées » no 492, 1984
- Essais littéraires, anthologie, Paris, Gallimard, coll. « Arcades » no 72, 2003

### Livret d'opéra
- Manita en el suelo, musique d'Alejandro García Caturla.

## Prix
- 1956 : prix du Meilleur Livre étranger pour Le Partage des eaux (France)
- 1975 : prix mondial Cino-Del-Duca (France)
- 1975 : Docteur Honoris Causa de l'Université de La Havane (Cuba)
- 1975 : Prix international Alfonso-Reyes (Mexique)
- 1977 : prix Cervantes (Espagne)
- 1979 : prix Médicis (France)

## Adaptations

### Au cinéma
- 1978 : El recurso del método, film mexicano-franco-cubain réalisé par Miguel Littin, avec Nelson Villagra et Ernesto Gómez Cruz Le film sort en France successivement sous les titres ¡Viva el presidente! et Le Recours de la méthode.
- 1989 : Barroco, film mexicano-cubano-espagnol réalisé par Paul Leduc, adaptation du roman Concerto baroque, avec Francisco Rabal, Ángela Molina, Ernesto Gómez Cruz

### À la télévision
- 1982 : Concierto barroco, téléfilm franco-germano-italien réalisé par José Montes-Baquer, avec Jean-François Balmer
- 1993 : Le Siècle des Lumières, téléfilm russo-cubano-français réalisé par Humberto Solás, avec François Dunoyer, Jacqueline Arenal et Frédéric Pierrot

### Filmographie
- Alejo Carpentier, interviewé par Joaquín Soler Serrano pour la Radiotelevisión Española (émission du 27 février 1977), Editrama, Barcelone, 2004, 1 h 33 min (DVD)
- Alejo Carpentier (1904-1980), film documentaire réalisé par Emilio Pacull, Centre national de la cinématographie, Paris, 2006 (cop. 1997), 49 min (DVD)